# Kraj Południowokazachstański
Kraj Południowokazachstański (ros. Южно-Казахстанский Край) - dawny kraj, efemeryczna historyczna jednostka najwyższego rzędu w Kazachskiej Socjalistycznej Republice Radzieckiej, funkcjonująca w latach 1962–64.
Kraj Południowokazachstański z siedzibą w Czymkencie utworzono 3 maja 1962. W jego skład weszły obwody: dżambulski, kzyłordyński i czymkencki. Głównymi miastami były: Czymkent, Żambył, Kzył-Orda.
1 grudnia 1964 Kraj Południowokazachstański rozwiązano.

## Źródło
- A. G. Vinogradov (2015). Население России и СССР с древнейших времен до наших дней: Демография.